# AirPort Express

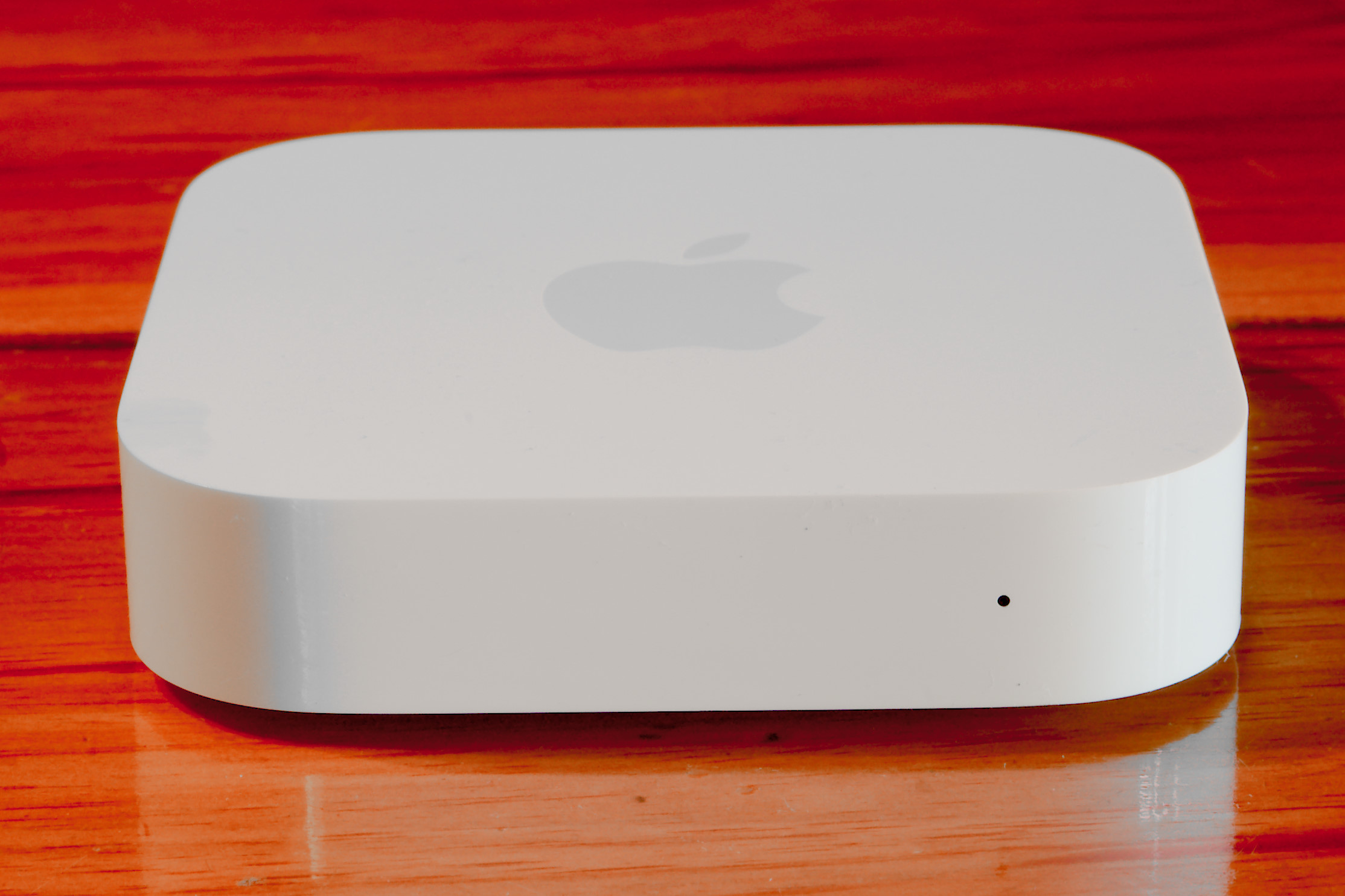
El rediseñado Airport Express lanzado en 2012

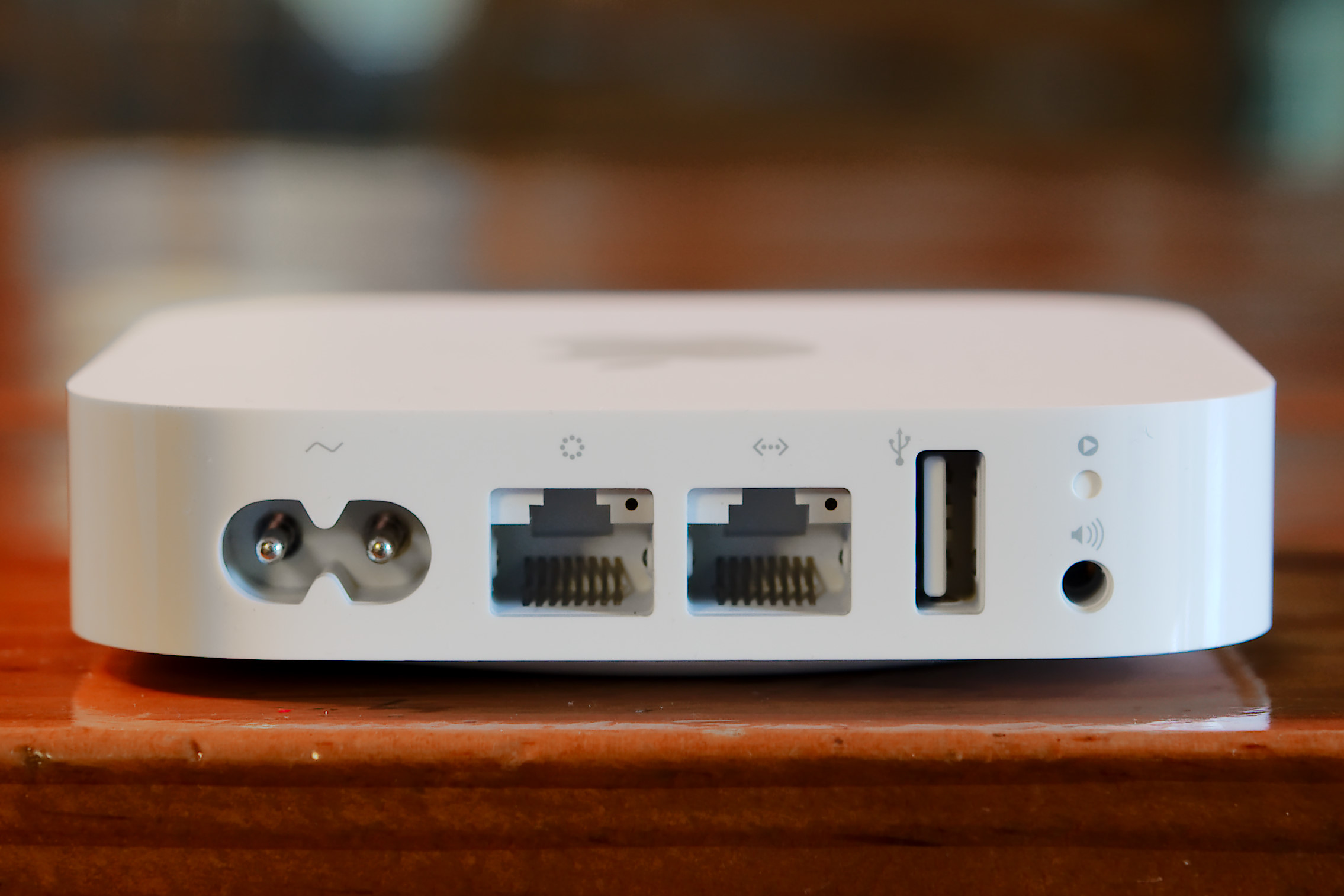
Vista posterior del Airport Express mostrando el minijack y otros puertos

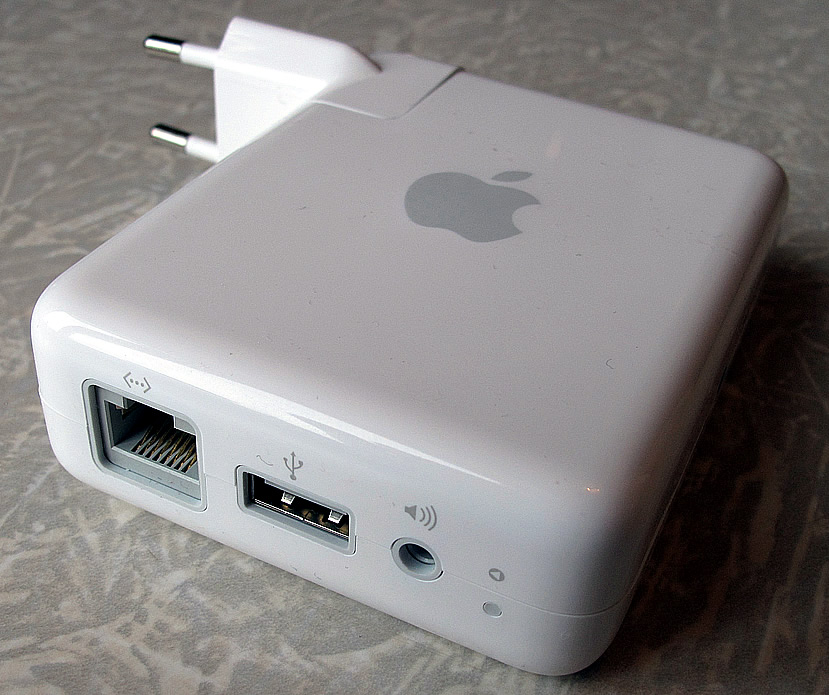
Estación Base AirPort Express 1ª Generación, (ya sustituida)

El AirPort Express es una  estación base Wi-Fi fabricada por Apple Inc. Aunque es más compacta y en algunos aspectos más simple que la otra estación base de Apple Wi-Fi, el AirPort Extreme, la AirPort Express ofrece la capacidad de salida de audio de la que carece la Extreme. Los modelos más nuevos 802.11n permiten a los usuarios transmitir audio desde un equipo con iTunes o un dispositivo móvil con iOS 5+ hacia un sistema estéreo usando la función llamada AirPlay.

## Descripción
Cuando se conecta a una red Ethernet, el Express puede funcionar como un punto de acceso inalámbrico. El modelo actual permite que hasta 50 usuarios conectados en red. Puede ser utilizado como un punto de acceso inalámbrico bajo ciertas configuraciones inalámbricas. Se puede utilizar para extender el alcance de una red, o como un servidor de impresora y/o de audio. El modelo presentado en junio de 2012 incluye dos puertos Ethernet: una WAN y una LAN
El aparato incluye una estación base completa AirPort inalámbrica IEEE 802.11n, un puerto WAN Ethernet, tres puertos LAN Ethernet y un puerto USB. El puerto USB puede ser usado por un disco duro externo o por una impresora para ser compartido por medio de una red. (Airport Extreme)

## Versiones
Fue presentada por Apple en marzo de 2008, una versión actualizada (MB321LL/A, modelo A1264) que soporta la especificación (más rápida) 802.11 Draft-N en cualquiera de las bandas de 2,4 GHz y 5 GHz, con casi todas las otras características idénticas. La nueva versión incluía la norma 802.11a/n (modo 5 GHz), que permite agregar la norma Draft-N a una red existente 802.11b/g sin interrumpir las conexiones existentes, preservando al mismo tiempo el mayor rendimiento que puede proporcionar dicha norma Draft-N.  A este modelo de AirPort Express se le pueden conectar hasta 10 unidades inalámbricas.
A inicios de 2012, Apple lanzó un modelo más nuevo que ofrece una operación simultánea de banda dual de 802.11n para permitir a aparatos más antiguos usar las velocidades inalámbricas más lentas sin afectar el rendimiento global de los aparatos que pueden usar las velocidades mayores de 802.11n. Al reconfigurar la antena interna inalámbrica, Apple logró una mejora del 50% en el rendimiento y 25% mejor rango inalámbrico en el modelo de cuarta generación.
Este modelo es el único de toda la familia en incorporar el protocolo AirPlay 2. Este protocolo permite la transmisión de audio a varias estaciones simultáneas a través de su conector dual de audio (cable y fibra óptica). 
El AirPort Express de primera generación disponía de Airplay 1 que únicamente permitía la transmisión de audio a una  estación a la vez.
La estación AirPort Express de segunda generación ha logrado una nueva vida, ya que se está usando para poder añadir un subwoofer a los HomePod mini. Debido a ello su precio en el mercado de ocasión ya supera al que tenía de nuevo durante el tiempo que estuve en venta por Apple

## Historial
- Junio 2004: AirPort Express[5][2]
- Marzo 2008: AirPort Express 802.11n (1st Generation)[6][7]
- Junio 2012: AirPort Express 802.11n (2nd Generation)[8]

## Tabla comparativa
| Fechas                      | Alias comercial | Airport Utility               | AirPort Express | Modelo | Estándar Wireless | Gigabit Ethernet | Red Invitada | Banda-Tx/Rx                            | MIMO                  | IPv6 router mode*** |
| --------------------------- | --------------- | ----------------------------- | --------------- | ------ | ----------------- | ---------------- | ------------ | -------------------------------------- | --------------------- | ------------------- |
| Junio de 2004-marzo de 2008 | 1st generation  | Mac: ? - 5.x iOS: no          | M9470LL/A       | A108x  | 802.11b/g         | No               | No           | Single band 2.4 GHz                    | No                    | No                  |
| Marzo de 2008–junio de 2012 | 1st generation  | Mac: ? - 6.x iOS: 1.0 - 1.3   | MB321LL/A       | A1264  | 802.11a/b/g/n*    | No               | No           | Dual band 2.4 GHz or 5 GHz             | 3×3:2                 | No                  |
| Junio 2012 – Presente       | 2nd generation  | Mac: 5.6 - 6.x iOS: 1.0 - 1.3 | MC414LL/A       | A1392  | 802.11a/b/g/n     | No               | No           | Dual band (simultáneo) 2.4 GHz y 5 GHz | 3×3:3 (en cada banda) | No                  |

* 802.11n soporta  especificación-draft en modelos de 2ª generación.
** 802.11ac soporta  especificación-draft en modelos de 3ª generación .
*** Todos los modelos son compatibles con IPv6 modo túnel .